# 直列型引擎

4缸直列型引擎

直列型引擎是一種内燃机類型，此類内燃机內的气缸通常排列成一行或數行。汽车、鐵路機車和航空器內均有直列型引擎。与水平對臥引擎或V型引擎相比，直列型引擎的製造難度相對較低。